# 李靜芳
李靜芳，南投草屯人，台灣歌仔戲演員。
出身戲曲世家，師承郭保全、李惠珍、陳文山、洪明雪、洪明秀，少女時期開始擔任明珠劇團的台柱，專攻旦角。表演允文允武，扮像端莊大方，唱腔圓潤，以旦角戲聞名。長年致力於歌仔戲教育推廣及人才培育傳承，目前擔任李靜芳歌仔戲團團長，任教於國立臺北藝術大學音樂學系。曾獲十大傑出青年、金曲獎、中國文藝獎章。

## 經歷
李靜芳出身戲曲世家，父母皆為歌仔戲演員，家中排行第三。六歲起在父親安排下，和手足一起接受訓練，學習基本功、把子功、毯子功。國小開始參與自家經營的陣頭表演，精通牽亡歌、三藏取經、布馬陣、車鼓陣等陣頭表演。國中時父親成立明珠女子歌劇團，李靜芳放棄升學機會，加入家族劇團演出，師承李惠珍、麗子等資深演員，李靜芳扮相端莊大方、唱腔清亮圓潤，表演允文允武，能生能旦，尤其以旦角最為突出，遂成劇團台柱演員，李靜芳的亮眼表現，逐漸打響名號，亦使家族劇團成為少數以旦角表演聞名的歌仔戲團，李靜芳也受邀到河洛歌仔戲團、許亞芬歌子戲劇坊、蘭陽戲劇團、一心戲劇團…等各大劇團演出，長年受邀至新加坡參與當地劇團進行表演藝術交流。
除了歌仔戲演出，李靜芳亦致力於歌仔戲表演的推廣教學，1996年起在國立彰化師範大學、靜宜大學、國立臺灣戲曲學院擔任歌仔戲指導老師，近年在大稻埕戲苑、萬華社區大學、臺中市大墩文化中心、彰化市大竹國民小學等學校及社區開設歌仔戲課程，目前於國立臺北藝術大學音樂學系執教。
李靜芳2008年成立「李靜芳戲曲工作室」，推出首張歌仔戲曲調專輯《歡喜咱來學阿旦‧珠圓玉潤阿旦歌－個人唱唸專輯》，隔年憑此專輯獲得第二十屆金曲獎「最佳戲曲曲藝專輯獎」。2012年與拷秋勤樂團合作，參與〈記憶盆地〉單曲演出。
2010年李靜芳創立李靜芳歌仔戲團，2014年離開家族戲班，推出創團大戲《鴛鴦情》，同年獲選為南投縣傑出演藝團隊，劇團陸續推出《柳如是傳奇》、《女兒春恨》、《半副鑾駕》…等著重旦角表演的大戲作品，並持續培育歌仔戲演員的薪傳工作。
李靜芳演而優則編，創作《六月雪》、《泣血蓮花~陳靖姑》、《女兒春恨》、《魂斷長城孟姜女》等編劇作品。

## 獎項
- 2009年，獲頒第20屆金曲獎「最佳戲曲曲藝專輯獎」。
- 2010年，獲選第48屆十大傑出青年。
- 2020年，獲頒第61屆中國文藝獎章。
- 2020年，《傳~老歌仔韻、承~本土的根_十年有成傳承紀錄專輯》入圍第32屆傳藝金曲獎「最佳傳統音樂專輯獎」、「最佳演唱獎」。

## 電視歌仔戲
- 中視 河洛歌仔戲《私生子》
- 大愛電視台 許亞芬歌仔戲菩提禪心～《不停向前走》、《學佛偏差鑄大錯》、《畫執火把的修行者》、《及時念念為善》、《真理不需強辯》、《琉璃王殺釋種》、《富太太夢中覺醒》、《眾生靈皆六親》、《善護戒規長慧命》、《大愛道夫人》、《一念虔誠遍三千法界》、《阿育王》
- 台視 楊麗花歌仔戲《忠孝節義～路遙知馬力》

## 參與明珠女子歌劇團年度大戲
- 2000年，《鵲橋會》
- 2001年，《六月雪》
- 2002年，《白兔記》
- 2002年，《人蛇姻緣》
- 2003年，《萬丹山傳奇》
- 2005年，《情海煙雲》
- 2006年，《泣血蓮花～陳靖姑》
- 2007年，《珍珠淚》
- 2008年，《繡劍柔情》
- 2009年，《烈女無畏冰雪情》
- 2010年，《薄命花》
- 2011年，《馴夫記》
- 2012年，《天香公主》
- 2013年，《南方夜譚》

## 李靜芳歌仔戲團年度大戲[2]
- 2015年，《鴛鴦情》
- 2016年，《半副鑾駕》
- 2016年，《柳如是傳奇》
- 2017年，《女兒春恨》
- 2018年，《魂斷長城孟姜女》
- 2018年，《金花囍事》
- 2019年，《宿世情緣》
- 2019年，《錦繡風雲》
- 2020年，《百鳥朝鳳遊寶島》
- 2022年，《鰲峰泛月～廖添丁》
- 2023年，《六郎告御狀》
- 2023年，《忠孝節義─雙槐樹》

## 編導作品
2011《江山換美人》、2012《烽火情緣》、2012《情定桃花山》、2013《情劫‧夢碎》、2013《鶼鰈情深》、2015《金花囍事》、2016《十里桂花香》、2017《夢中的愛人》、2018《尤月姑報恩》、2019《夢繫千古情》、2020《母子鳥》

## 專輯出版
- 2008年，《歡喜咱來學阿旦‧珠圓玉潤阿旦歌－個人唱唸專輯》/ 李靜芳戲曲工作室 出版
- 2012年，《戲新曲唸舊調 》/ 李靜芳戲曲工作室 出版
- 2015年，《帝女花＆長平恨第三張唱唸專輯》/ 李靜芳歌仔戲團 出版
- 2020年，《傳~老歌仔韻、承~本土的根_十年有成傳承紀錄專輯》/ 李靜芳歌仔戲團 出版

## 曾參與錄音、錄影之作品
錄音作品
- 2002年，《大臺員掌中劇團》錄音
- 2009年，《員林新樂園北管布袋戲保存計畫》錄音
- 2009年，《歌仔戲曲調卡拉OK：名家系列》/ 宜蘭縣政府文化局 出版
- 2021年，古路歌仔戲《呂蒙正．破窯記》/ 閩南嶼文化事業股份有限公司 出版
- 2023年，《甘國寶過台灣 》/ 閩南嶼文化事業股份有限公司 出版
- 2023年，「歌仔上青」示範教材—女key Ｆ調【彰化背】—李靜芳(旦)

紀錄片
- 2011年，《舞台》紀錄片[3] / 導演 吳耀東

## 外部連結
- 李靜芳歌仔戲團
- 李靜芳粉絲團
- 明珠女子歌劇團 （页面存档备份，存于）